# John Francis Dearden

Kardinalswappen von John Francis Dearden

John Francis Kardinal Dearden (* 15. Oktober 1907 in Valley Falls; † 1. August 1988 in Southfield) war ein US-amerikanischer Geistlicher und Erzbischof von Detroit.

## Leben

### Jugendzeit und Weihe
Der Sohn von John Sidney Dearden und seiner Frau Agnes Gregory besuchte in seinem Heimatort die Elementary School Holy Trinity School und später die St. Philomena School in Cleveland, wo seine Familie im Jahr 1918 hinzog.
Dearden besuchte die Notre Dame-Cathedral Latin High School und das Priesterseminar St. Mary’s Seminary. Für den Abschluss seines Studiums ging er nach Rom und studierte am Päpstlichen Nordamerika-Kolleg und an der Päpstlichen Universität Gregoriana. Er empfing von Kardinalvikar Francesco Kardinal Marchetti Selvaggiani am 8. Dezember 1932 die Priesterweihe. Im Jahre 1934 schloss er sein Studium ab.

### Priester und Bischof
Dearden war dann als Pfarrer in Ohio tätig, bis er 1937 eine Professur für Philosophie am St. Mary’s Seminary erhielt, das er von 1944 bis 1948 als Regens leitete. Am 19. Juli 1945 erhielt er den Ehrentitel Kaplan Seiner Heiligkeit.
Papst Pius XII. ernannte ihn am 13. März 1948 zum Koadjutorbischof von Pittsburgh und Titularbischof von Sarepta. Der Apostolische Delegat in den Vereinigten Staaten Amleto Giovanni Cicognani weihte ihn am 18. Mai desselben Jahres zum Bischof; Mitkonsekratoren waren Edward Francis Hoban, Bischof von Cleveland und Floyd Lawrence Begin, Weihbischof in Cleveland.
Seine strenge Art und Weise der Verwaltung brachte ihm in dieser Zeit auch den Spitznamen Iron John ein. Nach dem Tod Hugh Charles Boyles trat er am 22. Dezember 1950 dessen Nachfolge als Bischof von Pittsburgh an.
Am 18. Dezember 1958 wurde er von Papst Johannes XXIII. zum Erzbischof von Detroit ernannt.

### Zweites Vatikanisches Konzil
Er nahm am Zweiten Vatikanischen Konzil von 1962 bis 1965 teil. Während des Konzils zeigten sich Deardens liberale Ansichten und er wurde als eine der führenden progressiven Stimmen in der Kirche bezeichnet. Er setzte sich für die stärkere Beteiligung von Priestern und Laien in den Bereichen Liturgie, Bildung und Finanzen ein.
Von 1966 bis 1971 war Dearden der erste Präsident der Bischofskonferenz der Vereinigten Staaten.

### Kardinal
Am 28. April 1969 nahm ihn Paul VI. als Kardinalpriester mit der Titelkirche San Pio X alla Balduina in das Kardinalskollegium auf. Während einer Bischofssynode im Vatikan schlug Dearden 1971 vor, die soziologischen und psychologischen Aspekte des Priestertums untersuchen zu lassen.
Er nahm als einer der wahlberechtigten Kardinäle an den Konklaven im August und Oktober 1978 teil, die Johannes Paul I. und Johannes Paul II. wählten. Nach 21 Dienstjahren als Erzbischof von Detroit nahm Johannes Paul II. am 15. Juli 1980 seinen vorzeitigen Rücktritt an.
Nach der Watergate-Affäre forderte der Kardinal Katholiken auf, die ersten drei Freitage im November 1973 mit Gebet, Buße und Fasten zu beobachten.
Dearden überlebte einen Herzinfarkt und starb im Alter von 80 Jahren in Southfield, Michigan an Bauchspeicheldrüsenkrebs. Er ist auf dem katholischen Friedhof derselben Stadt begraben.